# 月亮有多高
《月亮有多高》（How High the Moon）是一首爵士经典曲，由南希·汉密尔顿作词，摩根·路易斯（Morgan Lewis）作曲，首次出现在1940年的百老汇滑稽剧《Two for the Show》中，由阿尔弗雷德·德雷克和弗朗西斯·康斯托克（Frances Comstock）演唱，后世又被许多歌手传唱。

## 录音
其第一个流行版本由班尼·古德曼交响乐团演出，主唱海伦·福雷斯特，1940年2月7日录制，由哥伦比亚唱片发行，反面为《玫瑰寓言》（Fable of the Rose）。萊斯·保羅三重奏版于1945年11月由美国战争部发行。1948年斯坦·肯顿的版本（琼·克里斯蒂演唱，Capitol Records发行）于7月9日登上了《告示牌》排行榜第27名。
1951年1月4日，莱斯·保罗和玛丽·福德录制了这首歌，3月26日由Capitol Records发行，并连续登上告示牌排行榜25周，9周排名第一。该唱片随后又由Capitol再次发行，并于1979年入选格莱美名人堂，摇滚名人堂也将其列为影响摇滚乐的歌曲之一。
埃拉·菲茨杰拉德很喜欢这首歌。1947年9月29日，她在卡内基音乐厅首次演唱此曲，她最著名的《月亮有多高》收录于1960年专辑《Ella》中，于2002年入选格莱美名人堂。